# T's
「T's」（ティーズ）は、豊永利行のカバー・アルバム。2017年3月1日にアニプレックスから発売された。

## 概要
アコースティックギターの伴奏のみによるアコースティックカバー・アルバム。楽曲は自身が歌いたい曲と制作・スタッフサイドによる歌って欲しい曲をリストアップし、要望がバランス良く選ばれた。
レコーディングについては、ライブで歌っている時のような表現やニュアンスがCD音源では調節で薄まってしまうことに悩み、試しにマイクを手に持って歌ってみたところ手応えを感じ、収録はコンデンサーマイクを手に持ち行った。
歌の収録も分割して録るよりも情感やエモーショナルな部分を生かしたいと思い、フルコーラスを一本録りで行う。
「眩暈」も地声とファルセットを使い分け一本録りで行い、ファルセットの時は女性の魂に入っているような感覚に陥り、聴き返して「こんな歌い方していたんだ」と客観的な気持ちになったと語る。
楽曲ごとに空間編集をトラックダウンやマスタリングで変えている。

## 収録曲
（ ）内はオリジナル
1. うたたね (槇原敬之)
2. ロビンソン (スピッツ)
3. 桜 (河口恭吾)
4. ひまわりの約束 (秦基博)
5. 歌うたいのバラッド (斉藤和義)
6. 奏（かなで) (スキマスイッチ)
7. YELL～エール～ (コブクロ)
8. 眩暈 (鬼束ちひろ)